# 95-й квартал
95-й кварта́л (разг. — 95-й, жарг. — Пятак; укр. 95-й кварта́л) — площадь в Саксаганском районе и одноимённая местность в Саксаганском (северная половина квартала) и Металлургическом (южная половина) районах города Кривой Рог, Украина.

## История
Площадь заложена в начале 1950-х годов.

## Характеристика
Квартал расположен на границе Саксаганского и Металлургического районов, на левом берегу реки Саксагани.
Центр квартала — площадь 95-й квартал, образованная круговым пересечением проспектов Университетского (ранее Гагарина), Металлургов, Мира и улицы Свободной Ичкерии (ранее Волгоградской). Главная пешеходная и транспортная развязка города. Занимает площадь 208 м². Сооружён подземный круговой переход, перекресток оборудован клумбами. Площадь 95-й квартал административно подчинена Саксаганскому району.

## Галерея

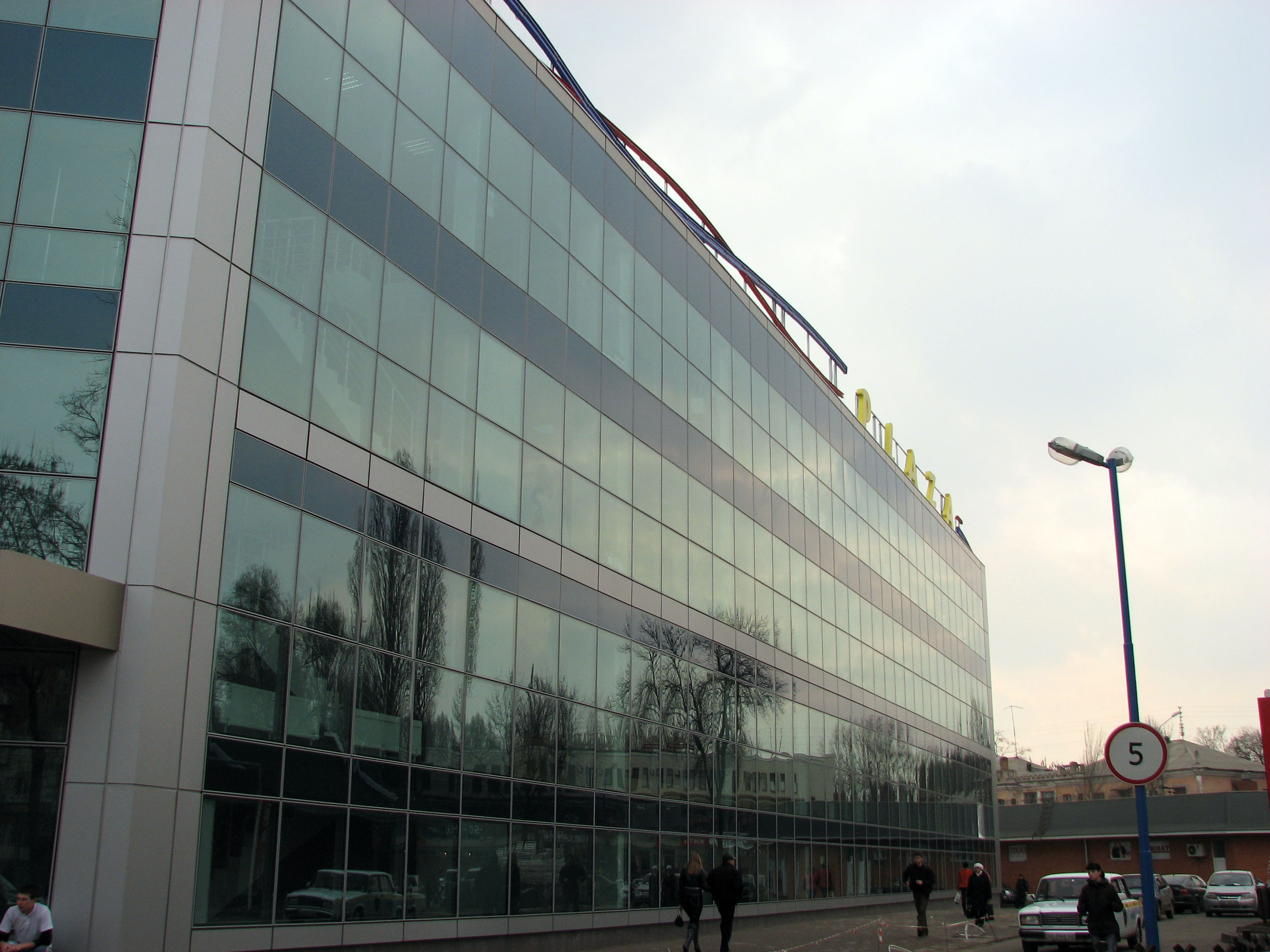
Торговый центр «Плаза»
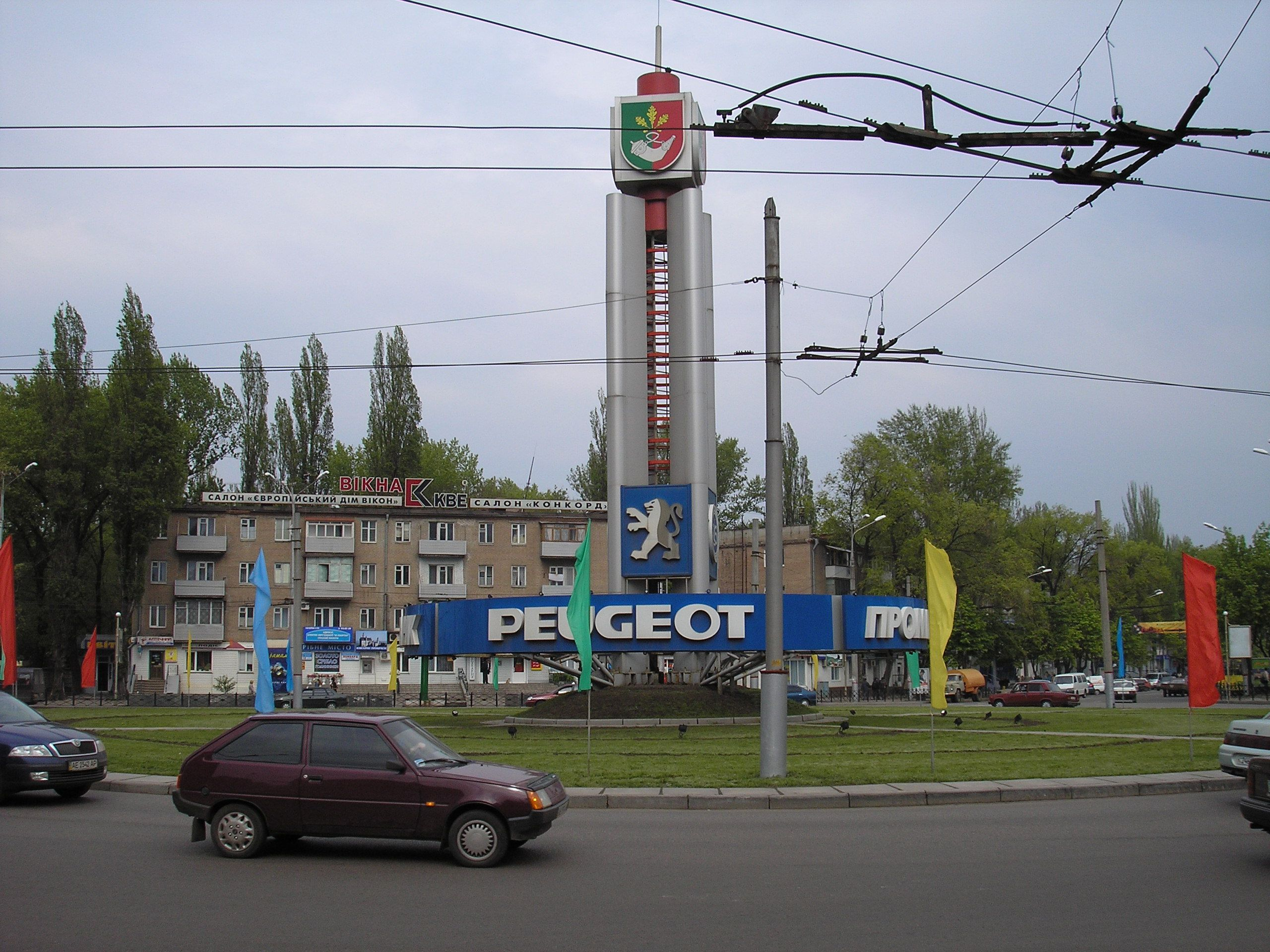
Кольцо площади 95-й квартал
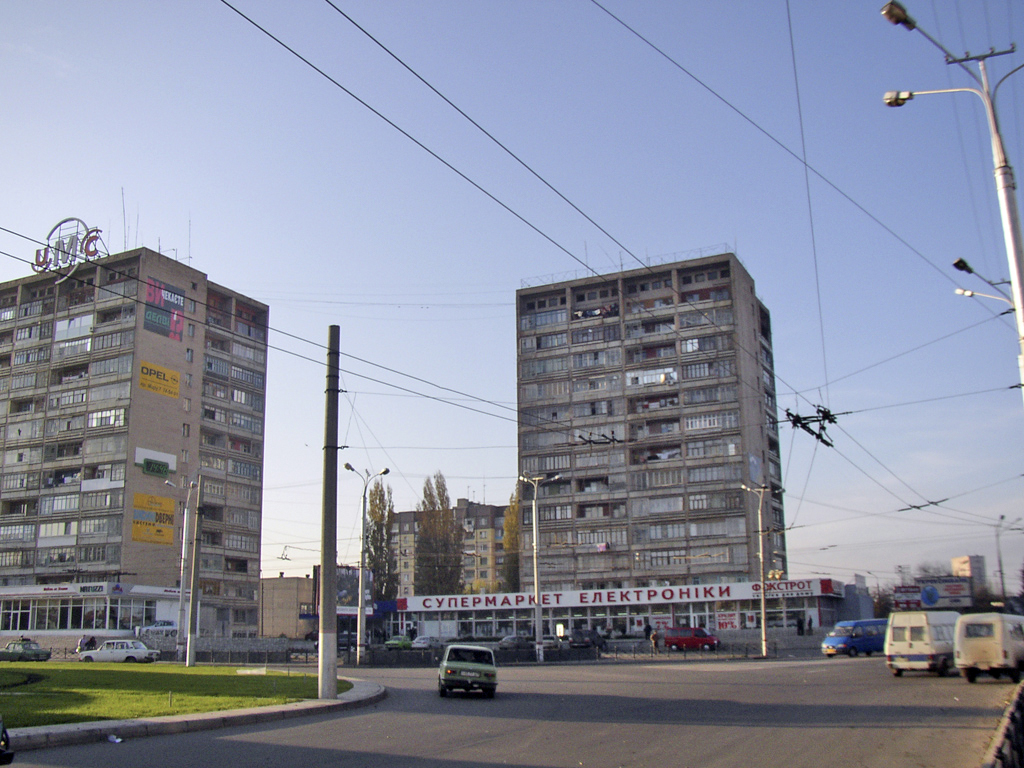
Два дома по проспекту Мира, прозванные «Докторскими»
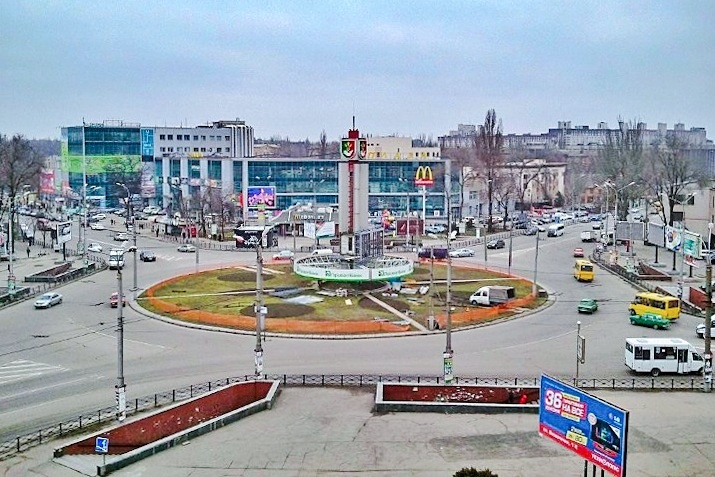
Общий вид на одноименную площадь